# ファルク・グリーフェンハーゲン
ファルク・グリーフェンハーゲン (1969年 -　）は、テクノポップバンドクラフトワークのメンバー。

## 概要
デュッセルドルフでレコーディング・エンジニアと映像技術を学び、ケルンで、サックス、フルート、クラリネット、ジャズピアノを学ぶ。2012年、シュテファン・プファフェの代わりにステージに立つ。1996年からはフリーのミュージシャン、作曲家、サウンドエンジニアとしても活動。